# دانیل فرلندر
دانیل فرلندر (آلمانی: Daniel Vorländer؛ ۱۱ ژوئن ۱۸۶۷ – ۸ ژوئن ۱۹۴۱) یک شیمی‌دان اهل آلمان بود.